# Mistrovství Evropy ve fotbale hráčů do 21 let 1994 – soupisky
Soupisky na Mistrovství Evropy ve fotbale hráčů do 21 let 1994, které se hrálo ve Francii.
| Zlato             | Stříbro                | Bronz                |
| ----------------- | ---------------------- | -------------------- |
| Itálie • Soupiska | Portugalsko • Soupiska | Španělsko • Soupiska |

## Československo
Hlavní trenér:  Ivan Kopecký
| Jméno             | Datum narození    | Datum úmrtí | Klub                       |
| Brankáři          | Brankáři          | Brankáři    | Brankáři                   |
| ----------------- | ----------------- | ----------- | -------------------------- |
| Jaromír Blažek    | 29. prosince 1972 |             | FK Viktoria Žižkov         |
| Kamil Čontofalský | 3. června 1978    |             | AS Trenčín                 |
| Daniel Zítka      | 20. června 1975   |             | FK Viktoria Žižkov         |
| Obránci           |                   |             |                            |
| Petr Gabriel      | 17. května 1973   |             | FK Viktoria Žižkov         |
| Tomáš Ujfaluši    | 24. března 1978   |             | SK Sigma Olomouc           |
| Tomáš Řepka       | 2. ledna 1974     |             | FC Baník Ostrava           |
| Tomáš Votava      | 21. února 1974    |             | AC Sparta Praha            |
| Michal Kovář      | 8. září 1973      |             | SK Sigma Olomouc           |
| Záložníci         |                   |             |                            |
| Róbert Tomaschek  | 25. srpna 1972    |             | ŠK Slovan Bratislava       |
| Pavel Nedvěd      | 30. srpna 1972    |             | AC Sparta Praha            |
| Zdeněk Svoboda    | 20. května 1972   |             | AC Sparta Praha            |
| Jiří Lerch        | 17. října 1971    |             | SK Slavia Praha            |
| Tomáš Galásek     | 15. ledna 1973    |             | FC Baník Ostrava           |
| Radek Bejbl       | 29. srpna 1972    |             | SK Slavia Praha            |
| Karel Poborský    | 30. března 1972   |             | SK Dynamo České Budějovice |
| Útočníci          |                   |             |                            |
| Vratislav Lokvenc | 27. září 1973     |             | AC Sparta Praha            |
| Jozef Kožlej      | 8. července 1973  |             | AC Sparta Praha            |
| Štefan Rusnák     | 7. srpna 1971     |             | SK Slavia Praha            |
| Jan Koller        | 30. března 1973   |             | AC Sparta Praha            |
| Vladimír Šmicer   | 24. května 1973   |             | SK Slavia Praha            |

## Francie
Hlavní trenér:  Raymond Domenech
| Jméno              | Datum narození     | Datum úmrtí | Klub                     |
| Brankáři           | Brankáři           | Brankáři    | Brankáři                 |
| ------------------ | ------------------ | ----------- | ------------------------ |
| Richard Dutruel    | 24. prosince 1972  |             | SM Caen                  |
| Stéphane Cassard   | 11. listopadu 1972 |             | FC Sochaux-Montbéliard   |
| Obránci            |                    |             |                          |
| Francis Llacer     | 9. září 1971       |             | Paris Saint-Germain FC   |
| Serge Blanc        | 22. října 1972     |             | Montpellier HSC          |
| Lilian Thuram      | 1. ledna 1972      |             | AS Monaco FC             |
| Frédéric Déhu      | 24. října 1972     |             | RC Lens                  |
| Oumar Dieng        | 30. prosince 1972  |             | Lille OSC                |
| Jérôme Bonnissel   | 11. dubna 1973     |             | Montpellier HSC          |
| Alain Goma         | 5. října 1972      |             | AJ Auxerre               |
| Bruno Carotti      | 30. září 1972      |             | Montpellier HSC          |
| Záložníci          |                    |             |                          |
| Zinédine Zidane    | 23. června 1972    |             | FC Girondins de Bordeaux |
| Reynald Pedros     | 10. října 1971     |             | FC Nantes                |
| Johan Micoud       | 24. července 1973  |             | AS Cannes                |
| Cyril Serredszum   | 2. října 1971      |             | FC Metz                  |
| Sylvain Deplace    | 4. ledna 1972      |             | Olympique Lyon           |
| Claude Makélélé    | 18. února 1973     |             | FC Nantes                |
| Fabien Lefèvre     | 14. listopadu 1971 |             | Montpellier HSC          |
| Útočníci           |                    |             |                          |
| Nicolas Ouédec     | 28. října 1971     |             | FC Nantes                |
| Christophe Dugarry | 24. března 1972    |             | FC Girondins de Bordeaux |

## Řecko
Hlavní trenér:  Konstantinos Polychroniou
| Jméno                  | Datum narození     | Datum úmrtí | Klub                 |
| Brankáři               | Brankáři           | Brankáři    | Brankáři             |
| ---------------------- | ------------------ | ----------- | -------------------- |
| Fanis Katergiannakis   | 16. února 1974     |             | Aris Soluň           |
| Antonios Nikopolidis   | 14. ledna 1971     |             | Panathinaikos Athény |
| Kostas Chalkias        | 30. května 1974    |             | Panathinaikos Athény |
| Obránci                |                    |             |                      |
| Giannis Goumas         | 24. května 1975    |             | Panathinaikos Athény |
| Michalis Kapsis        | 18. října 1973     |             | Ethnikos Pireus FC   |
| Paraskevas Antzas      | 18. srpna 1977     |             | Pandramaikos FC      |
| Georgios Anatolakis    | 16. března 1974    |             | Iraklis Soluň        |
| Athanasios Kostoulas   | 24. března 1976    |             | Kalamata FC          |
| Traianos Dellas        | 31. ledna 1976     |             | Aris Soluň           |
| Záložníci              |                    |             |                      |
| Grigoris Georgatos     | 31. října 1972     |             | Panachaiki FC        |
| Jorgos Karagunis       | 6. března 1977     |             | Panathinaikos Athény |
| Pantelis Kafes         | 24. června 1978    |             | Pontioi Verias FC    |
| Georgios Georgiadis    | 8. března 1972     |             | Panathinaikos Athény |
| Vassilios Tsiartas     | 12. listopadu 1972 |             | AEK Athény           |
| Stelios Giannakopoulos | 12. července 1974  |             | Paniliakos FC        |
| Theodoros Zagorakis    | 27. října 1971     |             | PAOK Soluň           |
| Útočníci               |                    |             |                      |
| Zisis Vryzas           | 9. listopadu 1973  |             | AO Xanthi            |
| Sotiris Konstantinidis | 19. dubna 1977     |             | Iraklis Soluň        |
| Alexandros Alexoudis   | 20. června 1972    |             | OFI Kréta            |
| Nikos Liberopoulos     | 4. srpna 1975      |             | Kalamata FC          |

## Itálie
Hlavní trenér:  Cesare Maldini
| Jméno               | Datum narození     | Datum úmrtí | Klub              |
| Brankáři            | Brankáři           | Brankáři    | Brankáři          |
| ------------------- | ------------------ | ----------- | ----------------- |
| Francesco Toldo     | 2. prosince 1971   |             | AC Milán          |
| Stefano Visi        | 11. prosince 1971  |             | AS Sambenedettese |
| Obránci             |                    |             |                   |
| Fabio Cannavaro     | 13. září 1973      |             | SSC Neapol        |
| Francesco Colonnese | 10. srpna 1971     |             | US Cremonese      |
| Daniele Delli Carri | 18. září 1971      |             | Turín FC          |
| Fabio Galante       | 20. listopadu 1973 |             | Janov CFC         |
| Paolo Negro         | 16. dubna 1972     |             | SS Lazio          |
| Christian Panucci   | 12. dubna 1973     |             | AC Milán          |
| Emanuele Tresoldi   | 20. listopadu 1973 |             | Ravenna FC 1913   |
| Gianluca Cherubini  | 28. února 1974     |             | AC Reggiana 1919  |
| Záložníci           |                    |             |                   |
| Daniele Berretta    | 8. března 1972     |             | AS Řím            |
| Emiliano Bigica     | 4. září 1973       |             | SSC Bari          |
| Dario Marcolin      | 28. října 1971     |             | Cagliari Calcio   |
| Fabio Rossitto      | 21. září 1971      |             | Udinese Calcio    |
| Alessio Scarchilli  | 10. září 1972      |             | AS Řím            |
| Pierluigi Orlandini | 9. října 1972      |             | Atalanta BC       |
| Útočníci            |                    |             |                   |
| Benito Carbone      | 14. srpna 1971     |             | Turín FC          |
| Filippo Inzaghi     | 9. srpna 1973      |             | Hellas Verona FC  |
| Roberto Muzzi       | 21. září 1971      |             | AS Řím            |
| Christian Vieri     | 12. července 1973  |             | Ravenna FC 1913   |

## Polsko
Hlavní trenér:  Wiktor Stasiuk
| Jméno                  | Datum narození     | Datum úmrtí                      | Klub                  |
| Brankáři               | Brankáři           | Brankáři                         | Brankáři              |
| ---------------------- | ------------------ | -------------------------------- | --------------------- |
| Radosław Majdan        | 10. května 1972    |                                  | Pogoń Szczecin        |
| Arkadiusz Onyszko      | 12. ledna 1974     |                                  | Polonia Warszawa      |
| Bogusław Wyparło       | 29. listopadu 1974 |                                  | Stal Mielec           |
| Obránci                |                    |                                  |                       |
| Jacek Bąk              | 24. března 1973    |                                  | Lech Poznań           |
| Daniel Bogusz          | 21. září 1974      |                                  | Jagiellonia Białystok |
| Piotr Grzelak          | 21. srpna 1973     |                                  | Zawisza Bydgoszcz     |
| Tomasz Hajto           | 16. října 1972     |                                  | Górnik Zabrze         |
| Arkadiusz Kaliszan     | 13. listopadu 1972 |                                  | Roda JC Kerkrade      |
| Adam Ledwoń            | 15. ledna 1974     | 11. června 2008 (ve věku 34 let) | GKS Katowice          |
| Piotr Mosór            | 28. března 1974    |                                  | Ruch Chorzów          |
| Piotr Przerywacz       | 15. listopadu 1972 |                                  | Zagłębie Lubin        |
| Krzysztof Ratajczyk    | 9. listopadu 1973  |                                  | Legia Warszawa        |
| Maciej Stolarczyk      | 15. ledna 1972     |                                  | Pogoń Szczecin        |
| Paweł Wojtala          | 27. října 1972     |                                  | Lech Poznań           |
| Záložníci              |                    |                                  |                       |
| Mieczysław Agafon      | 18. listopadu 1971 |                                  | Górnik Zabrze         |
| Jacek Berensztajn      | 16. října 1973     |                                  | Siarka Tarnobrzeg     |
| Piotr Kasperski        | 7. března 1972     |                                  | Sokół Pniewy          |
| Arkadiusz Kubik        | 31. května 1972    |                                  | Górnik Zabrze         |
| Michał Probierz        | 24. září 1972      |                                  | KFC Uerdingen 05      |
| Rafał Ruta             | 24. října 1974     |                                  | Stal Mielec           |
| Piotr Świerczewski     | 8. dubna 1972      |                                  | AS Saint-Étienne      |
| Sławomir Wojciechowski | 6. září 1973       |                                  | Zawisza Bydgoszcz     |
| Útočníci               |                    |                                  |                       |
| Henryk Bałuszyński     | 15. července 1972  | 1. března 2012 (ve věku 39 let)  | Górnik Zabrze         |
| Krzysztof Bociek       | 30. března 1974    |                                  | Stal Mielec           |
| Roman Dąbrowski        | 14. března 1972    |                                  | Ruch Chorzów          |
| Paweł Gościniak        | 23. ledna 1973     |                                  | Wisla Krakov          |
| Andrzej Kubica         | 7. července 1972   |                                  | SK Rapid Vídeň        |
| Cezary Kucharski       | 17. února 1972     |                                  | FC Aarau              |
| Olgierd Moskalewicz    | 16. února 1974     |                                  | Pogoń Szczecin        |
| Tomasz Rząsa           | 11. března 1973    |                                  | Sokół Pniewy          |

## Portugalsko
Hlavní trenér:  Nelo Vingada
| Jméno               | Datum narození     | Datum úmrtí                    | Klub                 |
| Brankáři            | Brankáři           | Brankáři                       | Brankáři             |
| ------------------- | ------------------ | ------------------------------ | -------------------- |
| Fernando Brassard   | 11. dubna 1972     |                                | CS Marítimo          |
| Paulo Costinha      | 22. září 1973      |                                | Sporting CP          |
| Paulo Santos        | 11. prosince 1972  |                                | Benfica Lisabon      |
| Obránci             |                    |                                |                      |
| Nélson              | 5. listopadu 1971  |                                | Sporting CP          |
| Rui Bento           | 14. ledna 1972     |                                | Boavista FC          |
| Jorge Costa         | 14. října 1971     |                                | FC Porto             |
| Paulo Torres        | 25. listopadu 1971 |                                | Sporting CP          |
| Abel Xavier         | 30. listopadu 1972 |                                | Benfica Lisabon      |
| Álvaro Gregório     | 25. srpna 1972     |                                | FC Paços de Ferreira |
| Jorge Soares        | 22. října 1971     |                                | SC Farense           |
| Záložníci           |                    |                                |                      |
| Luís Figo           | 4. listopadu 1972  |                                | Sporting CP          |
| João Oliveira Pinto | 3. srpna 1971      | 8. února 2024 (ve věku 52 let) | GD Estoril Praia     |
| Rui Costa           | 29. března 1972    |                                | Benfica Lisabon      |
| Bino                | 19. prosince 1972  |                                | SC Salgueiros        |
| Tulipa              | 16. října 1972     |                                | SC Salgueiros        |
| Nuno Capucho        | 21. února 1972     |                                | Sporting CP          |
| Útočníci            |                    |                                |                      |
| Toni                | 2. srpna 1972      |                                | SC Braga             |
| Ricardo Sá Pinto    | 10. října 1972     |                                | SC Salgueiros        |
| João Vieira Pinto   | 19. srpna 1971     |                                | Benfica Lisabon      |
| Gil Gomes           | 2. prosince 1972   |                                | SC Braga             |

## Rusko
Hlavní trenér:  Boris Ignatěv
| Jméno               | Datum narození     | Datum úmrtí                     | Klub                            |
| Brankáři            | Brankáři           | Brankáři                        | Brankáři                        |
| ------------------- | ------------------ | ------------------------------- | ------------------------------- |
| Jevgenij Plotnikov  | 6. září 1972       |                                 | PFK CSKA Moskva                 |
| Michail Charin      | 17. června 1976    |                                 | FK Torpedo Moskva               |
| Sergej Armišev      | 29. dubna 1976     |                                 | FK Zvezda Perm                  |
| Obránci             |                    |                                 |                                 |
| Roman Šaronov       | 8. září 1976       |                                 | FK Kazaňka Moskva               |
| Konstantin Zyrjanov | 5. října 1977      |                                 | FK Amkar Perm                   |
| Ramiz Mamedov       | 21. srpna 1972     |                                 | FK Spartak Moskva               |
| Vadim Jevsejev      | 8. ledna 1976      |                                 | FK Spartak Moskva               |
| Alexandr Grišin     | 18. listopadu 1971 |                                 | PFK CSKA Moskva                 |
| Alexej Naumov       | 2. února 1972      |                                 | FK Zenit Sankt-Petěrburg        |
| Dmitrij Sennikov    | 24. června 1976    |                                 | FK Lokomotiv Petrohrad          |
| Záložníci           |                    |                                 |                                 |
| Igor Semšov         | 6. dubna 1978      |                                 | PFK CSKA Moskva                 |
| Ansar Ajupov        | 23. března 1972    |                                 | FK Presňa Moskva                |
| Jurij Drozdov       | 16. ledna 1972     |                                 | FK Lokomotiv Moskva             |
| Sergej Mandreko     | 1. srpna 1971      | 8. března 2022 (ve věku 50 let) | SK Rapid Vídeň                  |
| Rolan Gusev         | 17. září 1977      |                                 | FK Dynamo Moskva                |
| Útočníci            |                    |                                 |                                 |
| Dmitrij Kiričenko   | 17. ledna 1977     |                                 | FK Lokomotiv-KMV Mineralně Vody |
| Ilšat Fajzulin      | 5. března 1973     |                                 | PFK CSKA Moskva                 |
| Igor Simutenkov     | 3. dubna 1973      |                                 | FK Dynamo Moskva                |
| Valerij Jesipov     | 4. října 1971      |                                 | FK Rotor Volgograd              |
| Andrej Talalajev    | 5. října 1972      |                                 | FK Torpedo Moskva               |

## Španělsko
Hlavní trenér:  Andoni Goikoetxea Olaskoaga
| Jméno                 | Datum narození     | Datum úmrtí | Klub            |
| Brankáři              | Brankáři           | Brankáři    | Brankáři        |
| --------------------- | ------------------ | ----------- | --------------- |
| Toni Prats            | 9. září 1971       |             | RCD Mallorca    |
| Juan José Valencia    | 18. září 1971      |             | Athletic Bilbao |
| Obránci               |                    |             |                 |
| Sergi Barjuán         | 28. prosince 1971  |             | FC Barcelona    |
| Ramón González        | 25. listopadu 1974 |             | Real Valladolid |
| Jesús Enrique Velasco | 16. ledna 1972     |             | Real Madrid     |
| Aitor Karanka         | 18. září 1973      |             | Athletic Bilbao |
| Mikel Lasa            | 9. září 1971       |             | Real Madrid     |
| Roberto Ríos          | 8. října 1971      |             | Real Betis      |
| José Miguel Prieto    | 22. listopadu 1971 |             | Sevilla FC      |
| Záložníci             |                    |             |                 |
| Andoni Imaz           | 5. září 1971       |             | Real Sociedad   |
| Óscar García          | 26. dubna 1973     |             | FC Barcelona    |
| Julen Guerrero        | 7. ledna 1974      |             | Athletic Bilbao |
| Jesús García Sanjuán  | 22. srpna 1971     |             | Real Zaragoza   |
| Antonio Acosta        | 22. listopadu 1971 |             | UE Lleida       |
| Gaizka Mendieta       | 27. března 1974    |             | Valencia CF     |
| Útočníci              |                    |             |                 |
| Thomas Christiansen   | 11. března 1973    |             | CA Osasuna      |
| Pier Luigi Cherubino  | 15. října 1971     |             | CD Tenerife     |
| Lluís Carreras        | 24. září 1972      |             | Real Oviedo     |
| José Gálvez           | 3. srpna 1974      |             | Valencia CF     |
| Kiko                  | 26. dubna 1972     |             | Atlético Madrid |